# Ułęż
Ułęż – wieś w Polsce położona w województwie lubelskim, w powiecie ryckim, w gminie Ułęż. Leży na pograniczu Wysoczyzny Żelechowskiej i Pradoliny Wieprza. Historycznie położona w Ziemi Stężyckiej w Małopolsce. 
| SIMC    | Nazwa      | Rodzaj    |
| ------- | ---------- | --------- |
| 0392419 | Ułęż Dolny | część wsi |
| 0392425 | Ułęż Górny | część wsi |

Ceniona miejscowość wypoczynkowa. Wieś o charakterze ulicówki. Praktycznie doszczętnie zniszczona przez pożar w 1955. Jedno z nielicznych ocalałych zabudowań znajduje się przy posesji nr 132 - słabo zachowany budynek parnika. Drogi gminne w bardzo dobrym stanie - zdecydowanie najlepszym w całym powiecie. Na terenie gminy znajduje się lotnisko "Ułęż" - częste miejsce zlotów i wyścigów motorowych. We wrześniu 1939 stacjonowały tu 211. i 212. eskadry bombowe.
Miejscowość jest sołectwem, siedzibą gminy Ułęż. Według Narodowego Spisu Powszechnego z roku 2011 wieś liczyła 611 mieszkańców.
Wierni Kościoła rzymskokatolickiego należą do parafii Podwyższenia Krzyża Świętego w Sobieszynie lub do parafii Wniebowzięcia Najświętszej Maryi Panny w Żabiance.

## Historia
Wzmiankę o miejscowości Ułężu  można odnaleźć w "Kronice" Jana Długosza (1470-80 „Ulanze Primum”, „Ulanze Secundum”). W roku 1439 była ona własnością Stanisława Rogali.

W wieku XVI starosta stężycki Jacenty Bentkowski wybudował tu pierwszy dwór. Obecny pałac projektu Jakuba Kubickiego postawiono dla Jacka Bentkowskiego w pierwszej połowie wieku XIX. Stanowi on miniaturę warszawskiego Belwederu. Kolejnym właścicielem był Adam Cieciszowski - ojciec matki Henryka Sienkiewicza. Następnie pałac przeszedł w posiadanie rodziny Janickich. Ostatni właściciele Ułęża - Karol Meisner i Irena z Meisnerów Janicka - są pochowani na wzgórzu " Pięciu Figur" w centrum Ułęża. Po II wojnie światowej Ułęż znalazł się w powiecie garwolińskim (województwo warszawskie), zaś w roku 1954 w nowo utworzonym powiecie ryckim. W roku 1975, w wyniku reformy administracyjnej, zostaje włączony do tzw. „małego” województwa lubelskiego.
Części wsi Ułęż Górny i Ułęż Dolny
U Długosza (1470-80) wsie występują jako „Ulanze Primum”, „Ulanze Secundum”. Następnie w roku 1475 „Vlesche”, 1529 „Vląży”, 1569 „Ulęże”, 1787 „Ułęże dolne”, „Ułęże”, 1827 „Ułęże dolne”,„ Ułęże górne”  dziś dwie części wsi Ułęż, 19 km na W od Kocka i tyleż na E od Dęblina, na prawym brzegu rzeki Wieprz, około 110 km na E od klasztoru świętokrzyskiego, 50 km na NE od  Braciejowic.
Podległość administracyjna świecka i kościelna
- W roku 1569 i następnych powiat stężycki (Pawiński 332),
- od 1827 powiat żelechowski (Tabela II 249);
- W roku 1569 parafia Drążgów i Nowodwór (Pawiński 332), od roku 1787 Ułęż Dolny podlega parafii Drążgów, Ułęż Górny podlega parafii Żabianka (Spis II 144).

Wsie stanowią własność szlachecką co potwierdzają wypisy z XVI wiecznych ksiąg poborowych
- 1569 Lyeczki daje pobór z 3 łanów, a Mikołaj Kłoczowski z 1 i 14/2 łana, od 6 zagrodników i 1 komornika (Pawiński 332);

1787 Ułęż Dolny liczy 146 mieszkańców w tym 22 Żydów, Ułęż Górny - 246 mieszkańców w tym 17 Żydów (Spis I 421, 425; II 144);
1827 Ułęż Dolny ma 20 domów i 144 mieszkańców, Ułęż Górny ma 35 domów i 240 mieszkańców
Mieszkańcy płacą dziesięciny początkowo dziesięcina należy do klasztoru świętokrzyskiego, następnie do plebana Drążgowa.
- 1470-80 wsie Ułęż Pierwszy i Ułęż Drugi wymienione bez opisu wśród wsi składających „ex antiquo” dziesięciny snopowe klasztorowi świętokrzyskiemu (Długosz L.B. t.III s.252)
- 1529 z całej wsi dziesięcina snopowa wartości 14 florenów należy do plebana Drążgowa (Liber Retaxationum s.418).

## Pomnik poległych pilotów
Przy wjeździe do Ułęża od strony drogi numer 48 znajduje się tablica upamiętniająca dwóch poległych pilotów: ppor. pil. Zbigniewa Dobrzańskiego i kpr. pil. Lecha Kaczmarka. Ponieśli oni śmierć podczas Kampanii Wrześniowej 9.09.1939 roku rażeni z broni pokładowej wrogiego samolotu.

## Mord Romów na lotnisku w Ułężu
W czasie drugiej wojny światowej, na terenie obecnego lotniska w Ułężu, Niemcy rozstrzelali członków romskiego taboru oskarżonych o kradzieże ryb z pobliskiego stawu. Prawdopodobnie egzekucja miała miejsce w maju 1940 roku. Wedle danych Komisji Badania Zbrodni Hitlerowskich na terenie Ułęża doszło do dwóch egzekucji: pierwszej w 1941 roku i drugiej w 1942 lub 1943 roku. W obu miało zginąć łącznie 41 osób: mężczyzn, kobiet i dzieci.